# Porotrichum stipitatum
Porotrichum stipitatum là một loài Rêu trong họ Neckeraceae. Loài này được (Mitt.) W.R. Buck mô tả khoa học đầu tiên năm 2003.